# Järtasjön
Järtasjön är en sjö i Jokkmokks kommun i Lappland och ingår i Luleälvens huvudavrinningsområde. Sjön har en area på 4,69 kvadratkilometer och ligger 303 meter över havet. Sjön avvattnas av vattendraget Harrijaurebäcken.

## Delavrinningsområde
Järtasjön ingår i det delavrinningsområde (739917-169140) som SMHI kallar för Utloppet av Järtasjön. Medelhöjden är 340 meter över havet och ytan är 16,54 kvadratkilometer. Det finns ett avrinningsområde uppströms, och räknas det in blir den ackumulerade arean 26,17 kvadratkilometer. Harrijaurebäcken som avvattnar avrinningsområdet har biflödesordning 3, vilket innebär att vattnet flödar genom totalt 3 vattendrag innan det når havet efter 175 kilometer. Avrinningsområdet består mestadels av skog (66 procent). Avrinningsområdet har 4,76 kvadratkilometer vattenytor vilket ger det en sjöprocent på 28,7 procent.